# Vol Fuerza Aérea Uruguaya 571
Le vol Fuerza Aérea Uruguaya 571 assurait la liaison entre Montevideo, en Uruguay, et Santiago, au Chili, et a donné lieu au drame de la cordillère des Andes.
Le 13 octobre 1972, l'appareil, un Fairchild FH-227 de la Force aérienne uruguayenne, s'écrase dans la cordillère des Andes dans le département argentin de Malargüe. Sur les 45 passagers et membres d'équipage, 17 meurent lors de l'écrasement ou dans les 24 heures après l'impact et 12 autres dans les deux mois suivants, dont 8 dans une avalanche. Ayant appris grâce à une radio que les recherches avaient été abandonnées et isolés sans nourriture à 3 600 mètres d'altitude dans des conditions climatiques difficiles, les survivants se résolvent à manger les corps des passagers morts, préservés par le froid.
Le 21 décembre, Fernando Parrado et Roberto Canessa parviennent, au terme d'un périple de dix jours, à rejoindre une vallée chilienne et prévenir les secours par l'intermédiaire du berger Sergio Catalán. Les 22 et 23 décembre, plus de deux mois après l'accident, les secours récupèrent finalement les 14 autres survivants, ce qui a été qualifié de miracle des Andes.

## Déroulement

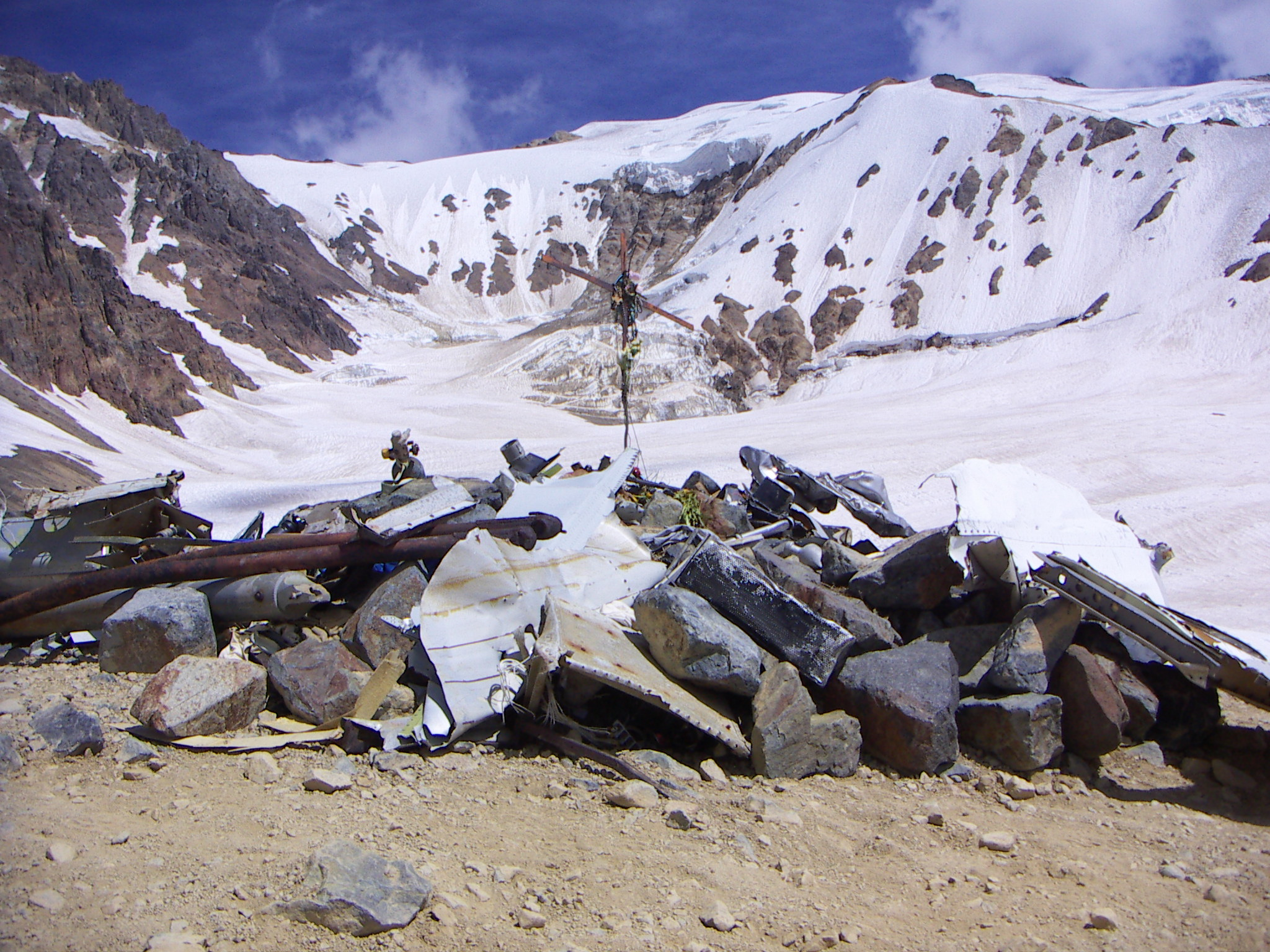
Mémorial sur le site de l'accident (2006).

Le 12 octobre 1972, un Fairchild FH-227 de la Force aérienne uruguayenne quitte l'aéroport international de Carrasco à Montevideo en Uruguay pour rejoindre Santiago au Chili. À son bord se trouvent principalement des joueurs de rugby à XV de l'équipe des Old Christians de Montevideo qui doivent disputer un match au Chili, ainsi que des parents et des amis des joueurs. L'avion se pose pour une nuit à Mendoza en Argentine à cause des conditions climatiques difficiles.
Le lendemain, le 13 octobre 1972, le pilote de l'appareil, le colonel Julio Ferradas, choisit de traverser la cordillère des Andes au passage du Planchón, au sud de Mendoza. Après la traversée, l'avion doit prendre le cap au nord pour rejoindre Santiago. Croyant avoir franchi entièrement le passage dans les nuages, le copilote avertit la tour de contrôle de Santiago qu'il se trouve au-dessus de Curicó et qu'il va virer pour amorcer sa descente. La navigation à l'estime du copilote est cependant fausse : la vitesse de l'avion est plus faible à cause du vent de face et le temps habituel de la traversée a été rallongé. L'avion descend trop tôt et percute un premier pic qui arrache l'aile droite, celle-ci est projetée vers l'arrière et emporte la dérive avec tout l'arrière du fuselage et quelques passagers. L'aile gauche est à son tour arrachée lors d'une collision avec un second sommet, l'avant du fuselage termine sa course dans la neige d'un glacier à 3 600 m d'altitude, dans une zone reculée du département de Malargüe à proximité de la frontière entre l'Argentine et le Chili.
Les 33 survivants, bloqués dans le froid et la neige, se retranchent dans l'avion qui sert d'abri contre le froid et le vent. Ayant une réserve de nourriture limitée, ils se rationnent dès les premiers jours. Ils apprennent par un poste de radio portatif que les opérations de recherche sont abandonnées huit jours après l'accident car l'avion, de couleur blanche, est jugé indiscernable dans la neige. Ayant épuisé leurs maigres réserves de nourriture, ils essayent de manger les bandes de cuir arrachées aux bagages mais le traitement chimique du cuir le rend non comestible. Ils déchirent les coussins dans l'espoir d'y trouver de la paille mais n'y trouvent que de la mousse de remplissage. Nando Parrado annonce que pour survivre, il va manger le corps du pilote qui a été préservé par le froid. Plusieurs autres survivants ont d'ailleurs eu la même idée. Roberto Canessa, un étudiant en médecine, montre à ses compagnons d'infortune comment découper méthodiquement le corps, avec des éclats de hublot ou des lames de rasoir.
Le 29 octobre, en pleine nuit, une avalanche recouvre totalement l'avion et fait huit nouvelles victimes.
Ayant trouvé un appareil photo dans la queue de l'avion située à 2 km de l'épave, Parrado prend des clichés de la vie quotidienne des survivants autour de l'épave.
Dès les premiers jours, certains ont proposé de partir à la recherche des secours et des expéditions limitées ont été organisées autour de l'appareil, mais l'altitude, le froid, la malnutrition et la cécité des neiges empêchent toute entreprise de grande ampleur. Il est finalement décidé qu'un petit groupe parte chercher les secours avec les vêtements les plus chauds et les plus grandes rations de nourriture, la chair congelée de plusieurs corps. Après plusieurs tentatives infructueuses, Fernando Parrado et Roberto Canessa parviennent seuls à franchir la chaîne montagneuse se trouvant à l'ouest du site de l’écrasement, puis à descendre dans la vallée du Rio Azufre. Dix jours après leur départ, ils rencontrent  près de Los Maitenes un paysan, Sergio Catalán, qui alerte les autorités. Le 22 décembre, deux hélicoptères de l'armée, guidés par Parrado, rejoignent le lieu de l'accident, mais ne peuvent embarquer que six survivants par manque de temps. Les autres sont récupérés le lendemain matin et hospitalisés à Santiago afin d'être soignés pour gelures, malnutrition, déshydratation, scorbut et mal aigu des montagnes. Les secours retournent finalement sur place avec un prêtre pour inhumer les corps à 80 m de l'avion dont les restes sont incinérés. En moyenne, les survivants perdirent 29 kilos.

## Réflexion autour de la moralité
Ayant raconté à leurs sauveteurs la manière dont ils ont survécu, les 16 rescapés nient en public les rumeurs d'anthropophagie, jusqu'à l'organisation d'une conférence de presse au cours de laquelle l'un d’eux, Pancho Dalgado, emploie la métaphore de la communion, le dernier repas du Christ, pour justifier leur acte sur le plan moral.
Il déclare «… le jour est arrivé où nous n’avions plus rien à manger, et nous nous sommes dit que si le Christ, pendant la Cène, avait offert son corps et son sang à ses apôtres, il nous montrait le chemin en nous indiquant que nous devions faire de même : prendre son corps et son sang, incarné dans nos amis morts dans l’accident… Et voilà, ça a été une communion intime pour chacun de nous… C’est ce qui nous a aidés à survivre… »
Pour certains, cette « défense par la communion » se fait moins par conviction religieuse que par souci de présenter les événements de façon à se disculper. D'après le biologiste américain Bill Schutt, cette transgression exceptionnelle d'un tabou alimentaire est en effet vue comme un péché.
Le quotidien chilien La Segunda titre alors « ¡Que Dios le perdone! Canibalismo justificado ».
Sur un plan doctrinal, l'Église catholique rejeta en effet les comparaisons avec l'Eucharistie. Toutefois, des porte-parole de l'archidiocèse de New York déclarèrent qu'ils agirent de façon juste, que de tels actes in extremis étaient acceptables et que le péché aurait été de ne pas faire ce qui était nécessaire pour survivre. Plus tard, le clergé chilien et urugayen, et le pape Paul VI en personne, les en absolvent,,. Le pape fit parvenir aux survivants à la fois un télégramme de bénédiction et un télégramme de félicitations, affirmant qu'ils avaient agi en chrétiens,.

## Équipage

La route suivie pour contacter du secours. Depuis le lieu de la catastrophe (croix jaune), la ligne en pointillé vert indique la route suivie vers l'ouest par Parrado et Canessa, avec le Mount Seler situé à l'endroit où ils passèrent la crête, indiquée par le pointillé rouge. Ils parcoururent environ 61 km en 10 jours. À noter que l'Hotel Termas el Sosneado et ses voies de communications ne se trouvaient qu'à une vingtaine de kilomètres à l'est du lieu de l'accident.

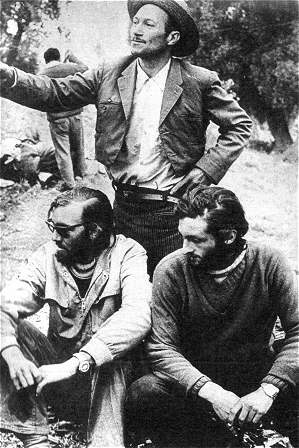
Fernando Parrado et Roberto Canessa avec Sergio Catalán.

- Colonel Julio Ferrádas, pilote (39 ans, mort dans l'écrasement)
- Lieutenant-colonel Dante Lagurara, copilote (41 ans, mort la première nuit)
- Lieutenant Ramón Martínez, navigateur (30 ans, éjecté en queue)
- Sergent Carlos Roque, mécanicien naviguant (24 ans[16], mort dans l'avalanche)
- Sergent Ovidio Joaquín Ramírez, steward (26 ans, éjecté en queue)

## Passagers
Les astérisques indiquent les membres de l'équipe de rugby à XV.
Survivants
- José Pedro Algorta
- Roberto Canessa*
- Alfredo « Pancho » Delgado
- Daniel Fernández Strauch*
- Roberto François
- Roy Harley*
- José Luis « Coche » Inciarte
- Álvaro Mangino
- Javier Methol
- Carlos « Carlitos » Páez Rodríguez
- Fernando « Nando » Parrado*
- Ramón « Moncho » Sabella
- Adolfo « Fito » Strauch
- Eduardo Strauch
- Antonio « Tintin » Vizintín*
- Gustavo Zerbino*

Morts éjectés, dans l'écrasement ou peu après
- Gastón Costemalle*, 23 ans (éjecté en queue)
- Alexis Hounié*, 20 ans (éjecté en queue)
- Guido Magri*, 21 ans (éjecté en queue)
- Daniel Shaw*, 25 ans (éjecté en queue)
- Carlos Valeta, 18 ans (éjecté et perdu)
- Francisco Nicola, 40 ans
- Esther Horta Pérez y Nicola, 40 ans
- Eugenia Dolgay Diedug y Parrado, 50 ans
- Fernándo Vázquez, 20 ans

Morts la première nuit
- Francisco « Panchito » Abal*, 21 ans
- Felipe Maquirriain, 22 ans
- Julio Martínez-Lamas*, 24 ans

Mort le deuxième jour
- Graciela Augusto Gumila y Mariani, 43 ans

Mort le huitième jour
- Susana Parrado, 20 ans

Morts dans l'avalanche le 29 octobre,16e jour
- Daniel Maspons*, 20 ans
- Juan Carlos Menéndez, 22 ans
- Liliana Navarro Petraglia de Methol (dernière femme), 34 ans
- Gustavo « Coco » Nicolich*, 22 ans
- Marcelo Pérez*, capitaine de l'équipe de rugby à XV, 25 ans
- Enrique Platero*, 22 ans
- Diego Storm, 20 ans

Morts par la suite
- Arturo Nogueira* (34e jour), 21 ans
- Rafael « El Vasco » Echavarren (37e jour), 22 ans
- Numa Turcatti (60e jour), 25 ans

## Culture populaire
- Un musée est consacré à la catastrophe à Montevideo[17].

### Reportages
- 1973 : [vidéo] INA officiel, « Les rugbymen survivants d'un crash d'avion », sur YouTube

### Livres
- 1973 : Survive !, de Clay Blair (traduit en espagnol, 1974)
- 1974 : Les Survivants[18] de Piers Paul Read (en) (récit d'après le témoignage des 16 rescapés).
- 1982 : L'Ordinaire, pièce de Michel Vinaver.
- 2001 : Survivront-ils ? : 45 suspenses où la vie se joue à pile ou face, de Pierre Bellemare. Le récit est présent dans ce recueil.
- 2006 : Miracle dans les Andes, de Fernando Parrado. C'est le premier témoignage écrit par un survivant[19].
- 2008 : La sociedad de la nieve, de Pablo Vierci
- 2016 : Into the Mountains: The Extraordinary True Story of Survival in the Andes and Its Aftermath, de Pedro Algorta (es), survivant.
- 2016 : Tenía que sobrevivir: Cómo un accidente aéreo en los Andes inspiró mi vocación para salvar vidas, de Roberto Canessa, survivant.
- 2019 :  Desde el silencio, d'Eduardo Strauch, survivant.
- 2022 : 1972, Des Ombres sur la glace, bande dessinée de Frédéric Bertocchini et Thierry Diette, éditions Tartamudo.

### Films
- 1976 : l’accident a inspiré le film mexicain Supervivientes de los Andes (es) (Survive! en anglais), réalisé par René Cardona Sr, basé sur le livre de Clay Blair Survive!.
- 1993 : Les Survivants de Frank Marshall, une adaptation du livre de Piers Paul Read.
- 2007 : Naufragés des Andes (en), réalisé par Gonzalo Arijón et qui obtient le Joris Ivens Award au festival international du film documentaire d'Amsterdam en 2007. Ce documentaire est un mélange de témoignages (principalement des survivants), d'images d'archives, et d'images de création librement inspirées des témoignages[20].
- 2008 : Yeti, téléfilm d'horreur de Paul Ziller, librement inspiré de l'accident avec l'ajout d'un yéti.
- 2010 : En vie : survivre au crash des Andes (en) de Brad Osbourne[21],[22]. Dans ce film, il est notamment affirmé que sur les 78 Fairchild FH-227 alors produits, 33 se seraient écrasés et que ce type d'avion était notoirement sous-motorisé.
- 2023 : Le Cercle des neiges de Juan Antonio Bayona, adaptation de La sociedad de la nieve, de Pablo Vierci, produit par Belén Atienza et Sandra Hermida, avec notamment, dans la distribution, Enzo Vogrincic dans le rôle de Numa Turcatti[23] et Agustín Pardella dans celui de Fernando Parrado[24].